# Baltijskoje (Kaliningrad)
Baltijskoje (Балтийское, deutsch Polnisch Bahnau, 1920 bis 1950 Deutsch Bahnau) war ein Ort in der Oblast Kaliningrad in Russland. Seine Ortsstelle befindet sich heute im Stadtkreis Mamonowo. Bis 1945 gehörte das Dorf zum Kreis Heiligenbeil in Ostpreußen.

## Geographische Lage
Die Ortsstelle von Baltijskoje liegt am Frischen Haff (russisch Kaliningradski saliw) im Südwesten der Oblast Kaliningrad. Bis zur früheren Kreisstadt und heutigen Rajonshauptstadt Heiligenbeil (russisch Mamonowo) sind es drei Kilometer in südöstlicher Richtung.

## Geschichte
1493 ist das Gründungsjahr des Dorfs Polnisch Bahnau, das zwischen 1920 und 1950 Deutsch Bahnau hieß. Im Jahre 1874 wurde Polnisch Bahnau in den neu errichteten Amtsbezirk Carben (ab 1931: „Karben“, russisch Prigorkino) eingegliedert, der zum Kreis Heiligenbeil im Regierungsbezirk Königsberg der preußischen Provinz Ostpreußen gehörte.
Im Jahre 1910 waren in Polnisch Bahnau 256 Einwohner gemeldet. Am 26. September 1920 erfolgte die offizielle Umbenennung von Polnisch Bahnau in „Deutsch Bahnau“. Die Einwohnerzahl belief sich im Jahre 1933 auf 230 und im Jahre 1939 auf 219.
Mit dem gesamten nördlichen Ostpreußen kam Deutsch Bahnau 1945 in Kriegsfolge zur Sowjetunion. Im Jahre 1947 wurde das Dorf in den Mamonowski selski Sowet (Dorfsowjet Mamonowo (= Heiligenbeil)) eingegliedert, der ab 1951 „Mamonowo gorodskoi Sowet“ (Stadtsowjet Mamonowo) hieß und bis 1962 zum Rajon Laduschkin (Ludwigsort) gehörte. Im Jahr 1950 erhielt Deutsch Bahnau die russische Namensform „Baltijskoje“.
Im Jahre 1962 kam die Siedlung Baltijskoje zum Rajon Bagrationowsk (Preußisch Eylau). Im Jahre 2004 verlor der Ort offenbar seine Eigenständigkeit und gilt offiziell als nicht mehr vorhanden. Seine Ortsstelle liegt heute im Bereich des Stadtkreises Mamonowo innerhalb der russischen Oblast Kaliningrad.

## Religion
Bis 1945 war Polnisch Bahnau resp. Deutsch Bahnau in das Kirchspiel der evangelischen Kirche Heiligenbeil in der Kirchenprovinz Ostpreußen der Kirche der Altpreußischen Union eingepfarrt. Auch römisch-katholischerseits gehörte das Dorf zur Stadtpfarrei Heiligenbeil im damaligen Bistum Ermland.

## Verkehr
Die Ortsstelle von Baltijskoje ist über Landwegverbindungen von Mamonowo aus zu erreichen. 
Bis 1945 war Heiligenbeil die nächste Bahnstation. Sie lag an der Bahnstrecke Berlin–Königsberg der Preußischen Ostbahn sowie an der erst in den 1930er Jahren angelegten Bahnstrecke Heiligenbeil–Zinten (– Preußisch Eylau).